# Androni Giocattoli-Venezuela/Saison 2014
Dieser Artikel listet Erfolge und Fahrer des Radsportteams Androni Giocattoli-Venezuela in der Saison 2014 auf.

## Erfolge in der UCI America Tour
In der Saison 2014 gelangen dem Team nachstehende Erfolge in der UCI America Tour.
| Datum    | Rennen                        | Kat. | Sieger           |
| -------- | ----------------------------- | ---- | ---------------- |
| 9. Juli  | 6. Etappe Vuelta a Venezuela  | 2.2  | Carlos Gálviz    |
| 13. Juli | 10. Etappe Vuelta a Venezuela | 2.2  | Kenny van Hummel |

## Erfolge in der UCI Asia Tour
In der Saison 2014 gelangen dem Team nachstehende Erfolge in der UCI Asia Tour.
| Datum   | Rennen                     | Kat. | Sieger           |
| ------- | -------------------------- | ---- | ---------------- |
| 4. März | 6. Etappe Tour de Langkawi | 2.HC | Kenny van Hummel |

## Erfolge in der UCI Europe Tour
In der Saison 2014 gelangen dem Team nachstehende Erfolge in der UCI Europe Tour.
| Datum      | Rennen                       | Kat. | Sieger           |
| ---------- | ---------------------------- | ---- | ---------------- |
| 7. Mai     | 1. Etappe Tour d’Azerbaïdjan | 2.1  | Kenny van Hummel |
| 22. August | 4. Etappe Tour du Limousin   | 2.1  | Manuel Belletti  |

## Zugänge – Abgänge
| Zugänge                           | Team 2013                 | Abgänge              | Team 2014              |
| --------------------------------- | ------------------------- | -------------------- | ---------------------- |
| Manuel Belletti                   | AG2R La Mondiale          | Fabio Felline        | Trek Factory Racing    |
| Johnny Hoogerland                 | Vacansoleil-DCM           | Miguel Ángel Rubiano | Colombia               |
| Kenny van Hummel                  | Vacansoleil-DCM           | Tomás Gil            | Neri Sottoli           |
| Marco Bandiera                    | IAM Cycling               | Mattia Gavazzi       | Christina Watches-Kuma |
| Alessio Taliani                   | Neoprofi                  | Alessandro Malaguti  | Vini Fantini Nippo     |
| Nicola Testi                      | Neoprofi                  | Riccardo Chiarini    | Torpado Factory Team   |
| Gianfranco Zilioli                | Neoprofi                  | Giairo Ermeti        | Unbekannt              |
| Andrea Zordan                     | Neoprofi                  | Francesco Reda       | Unbekannt              |
| Carlos Gálviz (ab 1. März)        | Start-Trigon Cycling Team |                      |                        |
| Tiziano Dall’Antonia (ab 25. Mai) | Cannondale Pro Cycling    |                      |                        |

## Mannschaft
| Name                 | Geburtstag         | Nationalität |              |
| -------------------- | ------------------ | ------------ | ------------ |
| Marco Bandiera       | 12. Juni 1984      | Italien      |              |
| Manuel Belletti      | 14. Oktober 1985   | Italien      |              |
| Omar Bertazzo        | 7. Januar 1989     | Italien      |              |
| Tiziano Dall’Antonia | 26. Juli 1983      | Italien      |              |
| Matteo Di Serafino   | 27. August 1986    | Italien      |              |
| Patrick Facchini     | 28. Januar 1988    | Italien      |              |
| Marco Frapporti      | 30. März 1985      | Italien      |              |
| Carlos Gálviz        | 27. Oktober 1989   | Venezuela    |              |
| Yonder Godoy         | 19. April 1993     | Venezuela    |              |
| Johnny Hoogerland    | 13. Mai 1983       | Niederlande  |              |
| Kenny van Hummel     | 30. September 1982 | Niederlande  |              |
| Carlos Ochoa         | 14. Dezember 1980  | Venezuela    |              |
| Antonio Parrinello   | 2. Oktober 1988    | Italien      |              |
| Franco Pellizotti    | 15. Januar 1978    | Italien      |              |
| Jackson Rodríguez    | 25. Februar 1985   | Venezuela    |              |
| Diego Rosa           | 27. März 1989      | Italien      |              |
| Emanuele Sella       | 9. Januar 1981     | Italien      |              |
| Alessio Taliani      | 11. Oktober 1990   | Italien      |              |
| Nicola Testi         | 29. April 1990     | Italien      |              |
| Gianfranco Zilioli   | 5. März 1990       | Italien      |              |
| Andrea Zordan        | 11. Juli 1992      | Italien      |              |
| Stagiaires           | Stagiaires         | Nationalität | Nationalität |
| Marcin Mrożek        | Marcin Mrożek      | Polen        |              |
| Angelo Raffaele      | Angelo Raffaele    | Italien      |              |